# David Fernández Ortiz
David Fernández Ortiz (ur. 24 czerwca 1970 w Barcelonie) – hiszpański komik i aktor, znany głównie dzięki wykreowaniu postaci Rodolfo Chikilicuatre nazywanej „hiszpańskim Boratem”.
W styczniu 2008 zadebiutował w roli Rodolfo Chikilicuatre w programie telewizyjnym Buenafuente. Dzięki zwycięstwu w programie Salvemos Eurovisión został reprezentantem Hiszpanii z utworem „Baila el Chiki-Chiki” w finale 53. Konkursu Piosenki Eurowizji w Belgradzie, w którym zajął 16. miejsce. Jego konkursowy utwór zajął czwarte miejsce w rocznym zestawieniu najczęściej kupowanych singli w Hiszpanii.
W 2010 zagrał Collado w serialu Pelotas.